# Батист, Антониус
Антониус Батист (англ. Antonius Baptiste, род. 16 мая 1992) — сентлюсийский шоссейный велогонщик.

## Карьера
В 2016 году стал чемпионом Сент-Люсии в групповой гонке.
Принимал участие в рядке местных гонках.

## Достижения
2016
 Чемпион Сент-Люсии — групповая гонка